# Jené Morris
Jené Nicole Morris (San Francisco, 21 luglio 1987) è un'ex cestista statunitense, professionista nella WNBA.

## Carriera
È stata selezionata dalle Indiana Fever al primo giro del Draft WNBA 2010 (11ª scelta assoluta).